# 協同商務
協同商務(Collaborative Commerce)，是指企業透過新的科技例如網際網路以與其他企業，包括供應商、合作夥伴企業等實行合作，達成在業務作業及決策過程中的共享，以共同開發產品、市場、服務等，以提高企業的競爭力。

## 協同商務分類
協同商務是一個新的商業策略模式，可使供應鏈上的各種不同成員進行協同產品設計、行銷、物流、服務等；同時也提高了供應鏈整體上的透明度，改善商業進行的速度，也可說是產品從頭至尾的整個流程。因此，META Group將協同商務分為四大領域：
（一）設計協同商務
　　　設計協同商務涵蓋一切與非連續性製造產品（Discrete Manufacture Product)及組態生產（Configured to CTO)產品。
（二）行銷／銷售協同商務
　　　行銷／銷售協同商務是指和轉銷商、配銷商等通路夥伴間的協同商務，著重彼此的資訊共有用以及訂單／價格／品牌管理...等流程的共用，並提供可供承諾的資訊。這種形式的協同包含建立一個共同品牌的虛擬展示空間，讓從製造商到零售商之間的各通路可以協力支援終端消費者對產品或服務的需求。
（三）採購協同商務
　　　採購協同商務是指數家廠商或數個部門結合起來大量的購買某些產品或服務，希望能降低採購成本。因為這種共同採購的作法，議價能力較大，可節省採購成本，而且個別供應商還可藉由合作共同提供產品或服務，方便消費者一次大量採購，不需同時向數家供應商下訂單，以增加消費者的便利性。或是個別企業結合各事業單位對產品或服務的需求，一致對外採購。
（四）規劃／預測協同商務
　　　規劃／預測協同商務主要是協助企業和企業間在規劃和預測時如何合作，尤其是指供應商和零售商之間的合作。其結合的主要目的在於減少供需之間商業流程的差異，讓供應鏈更符合需求導向。

## 協同商務的特色
（一）創新能力的提升
（二）深度知識管理的建構
（三）信任關係的建立
（四）同步工程的達成
（五）即時速度的回應

## 協同商務的效益
協同商務的推動有助於體系上中下游之所有參與協同作業對象，創造價值鍊群聚之即時化競爭效益(Speedy advantage)
包含:
```
１、消除作業等待期間　２、縮短產品上市時間　３、提升庫存之週轉率　４、滿足客戶達到需求的效益　
５、降低整體配送成本　６、造就創新彈性速度。
```

參考資料:商業自動化概論　王貳瑞、侯君溥　著